# 圣克莱尔叙莱蒙
圣克莱尔叙莱蒙（法語：Saint-Clair-sur-les-Monts，法語發音：[sɛ̃ klɛʁ syʁ le mɔ̃]）是法国滨海塞纳省的一个市镇，属于鲁昂区。

## 地理
圣克莱尔叙莱蒙（49°36'25"N, 0°47'9"E）面积4.07 平方千米，位于法国诺曼底大区滨海塞纳省，该省份为法国北部沿海省份，其西部及北部濒大西洋英吉利海峡，东起顺时针与索姆省、瓦兹省、厄尔省和卡爾瓦多斯省接壤。
与圣克莱尔叙莱蒙接壤的市镇（或旧市镇、城区）包括：克鲁瓦马尔、埃卡勒阿利克斯、图夫勒维尔-拉科尔伯利讷、伊沃托。

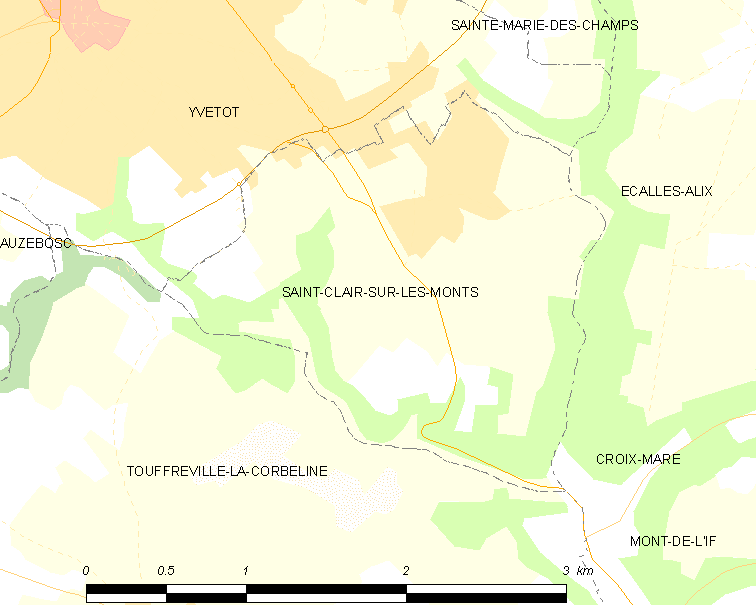
圣克莱尔叙莱蒙的OSM定位图

圣克莱尔叙莱蒙的时区为UTC+01:00、UTC+02:00（夏令时）。

## 行政
圣克莱尔叙莱蒙的邮政编码为76190，INSEE市镇编码为76568。

## 政治
圣克莱尔叙莱蒙所属的省级选区为伊沃托县。

## 人口

1962-2008年间圣克莱尔叙莱蒙人口变化图示

圣克莱尔叙莱蒙于2022年1月1日时的人口数量为646人。